# Nygårdsbroen

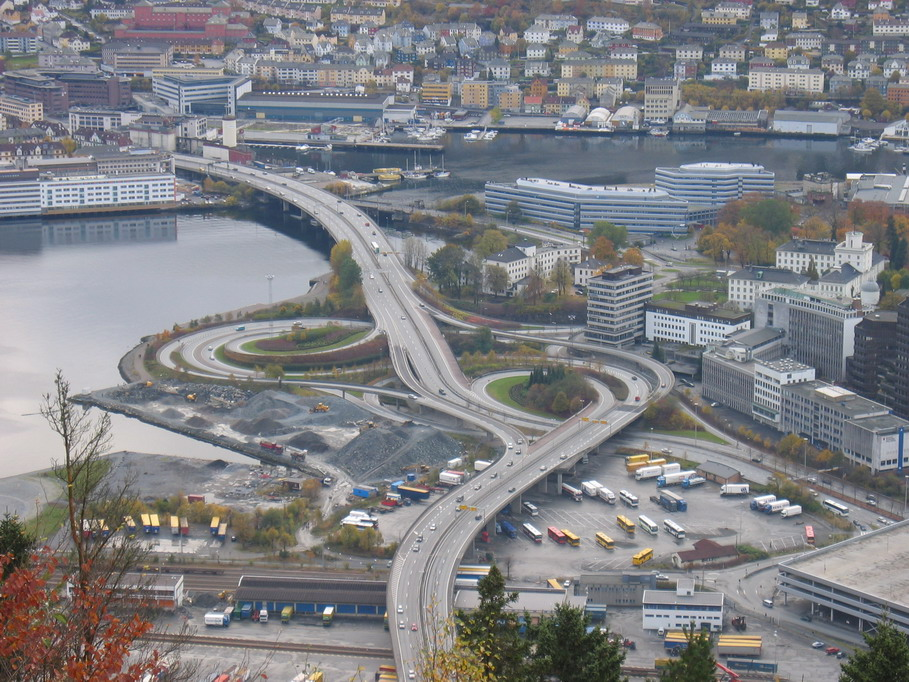
Nygårdsbroen gezien vanaf de berg Fløyen. Op de voorgrond het knooppunt Nygårdstangen

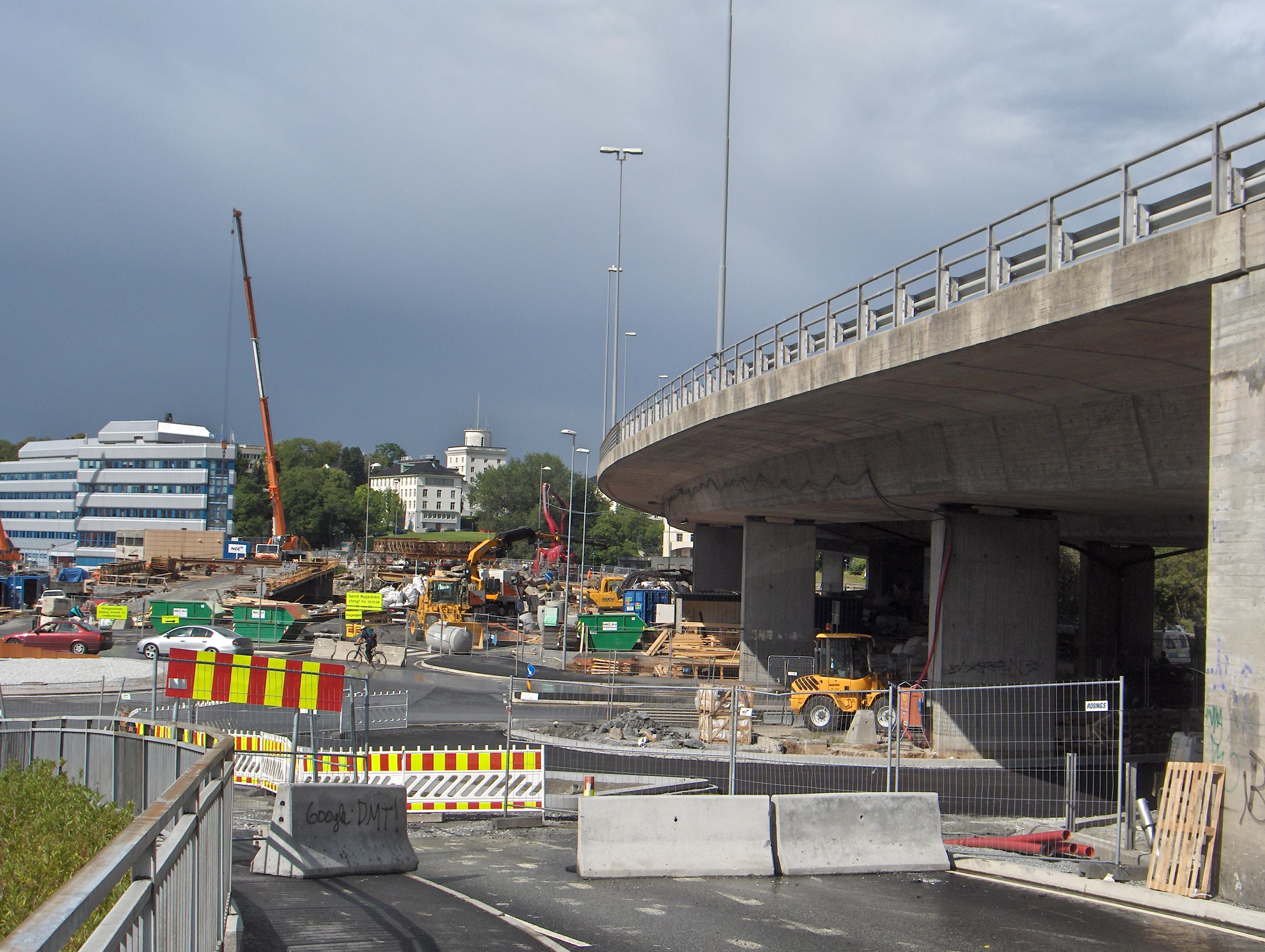
Nygårdsbroen tijdens de bouw van de derde brug voor de lightrailverbinding Bybanen

Nygårdsbroen is een brug die het centrum van de Noorse stad Bergen verbindt met het zuidelijk gelegen stadsdeel Årstad. Nygårdsbroen loopt van Nygårdstangen (een knooppunt van de E39, E16 en Riksvei 555) naar het plein Danmarksplass. De brug overspant Strømmen, waar de Puddefjord overgaat in het meer Store Lungegårdsvannet.
Nygårdsbroen bestaat eigenlijk uit drie verschillende bruggen, twee voor autoverkeer en een nieuwe brug voor Bybanen, de lightrailverbinding van Bergen. 

## Geschiedenis
De oudste brug stamt uit 1851. Deze brug, die ook wel Strømbroen genoemd werd, werd gebouwd door ingenieur Jess Julius Engelstad in opdracht van privéondernemers die er tol hieven. De brug werd in 1859 overgenomen door de gemeente. In 1937 werd een nieuwe brug gebouwd met een ophefbaar gedeelte zodat ook grote schepen de brug konden passeren. Van deze ophefbrug zijn vandaag de dag nog delen te zien.
De tweede brug, uit 1978, is iets langer dan de oude brug en heeft een iets andere hoek. De derde brug werd geopend in november 2008 om Årstad te ontsluiten voor de lighraillijn Bybanen richting de luchthaven Flesland. Deze trambaan heeft een halte bij de brug.
In 1882 werd ook een spoorbrug gebouwd voor de spoorlijn Vossebanen naar Voss. De lijn werd opgeheven na de opening van de Ulrikstunnel in 1964 en de brug bestaat niet meer, hoewel de fundamenten nog steeds zichtbaar zijn onder water.
De tram van Bergen, ook allang opgeheven, liep over de brug van 1897 tot 1913.
Tijdens de Duitse invasie van Noorwegen vielen Duitse troepen op 9 april 1940 Bergen aan. Een compagnie van Noorse troepen nam stelling aan zuidelijke kant van Nygårdsbroen. Ze konden echter niet op de Duitse invasietroepen vuren omdat er honderden burgers aan de andere kant van de brug stonden te kijken waar er allemaal gebeurde. Uiteindelijk werden de troepen 's nachts teruggetrokken richting Fantoft.